# 侯白
侯白（?—?），字君素，隋代魏郡臨漳（今屬河北）人。
好學有捷才，舉秀才，任職儒林郎。善巧辯，在京城嘗與僕射越國公楊素鬥智，《北史》載“好為俳諧雜說，人多狎之，所在處觀者如市。”隋高祖聞其名，召修國史，月餘即歿。著《旌異記》15卷、《啟顏錄》，皆佚，《太平广记》引用甚多。